# آندریاس وانک
آندریاس وانک (انگلیسی: Andreas Wank؛ زادهٔ ۱۸ فوریهٔ ۱۹۸۸) اسکی‌باز پرش اهل آلمان است.